# Wilhelm VIII Akwitański
Wilhelm VIII (ur. między 1023, a 1025, zm. 25 września 1086) – książę Akwitanii i Gaskonii, hrabia Poitiers, najmłodszy syn księcia Akwitanii Wilhelma V Wielkiego i Agnieszki, córki księcia Burgundii Otto Wilhelma.

## Życiorys
Urodził się jako Gwidon Godfryd (Gui-Geoffroi). W 1052 r. został księciem Gaskonii. Po śmierci starszego brata Wilhelma VII został w 1058 r. księciem Akwitanii i hrabią Poitiers, w tym samym roku, jak i w 1060 został zaatakowany przez hrabiego Tuluzy. Do 1063 zaanektował księstwo Saintonge, zaś rok później posiłkował króla Aragonii Ramiro I podczas oblężenia Barbastro. Był to pierwowzór późniejszych wypraw krzyżowych. Wyprawę zorganizowany przy wsparciu papieża Aleksandra II pod hasłem walki z niewiernymi. W wyprawie udział wzięło rycerstwo z prawie całej zachodniej Europy. Wyprawa zakończyła się sukcesem i zdobyciem miasta (po zwycięstwie siły aragońskie i ich sojusznicy wymordowali mieszkańców oraz splądrowali miasto).
Zwiększył znacząco swoje wpływy w okolicach Bordeaux, przysługiwały mu tam prawa sądownicze i przywilej bicia monety. Jego wpływ sięgał także, na tamtejsze kościoły, o czym świadczy mianowanie na prymasa Bordeaux Archibalda de Parthenay, a potem Joscelina de Parthenay.
Za panowania Wilhelma VIII zacieśniły się więzy między Akwitanią a królestwami hiszpańskimi. Świadczy o tym fakt, że Wilhelm wydał wszystkie swoje córki za hiszpańskich królów.

## Rodzina
Wilhelm był trzykrotnie żonaty. Jego pierwszą żoną była Gersenda z Périgord, córka hrabiego Adalberta II i Alauzji, córki księcia Gaskonii Sancha VI Wilhelma. Małżonkowie nie mieli razem dzieci. Małżeństwo to zakończyło się rozwodem w listopadzie 1058 r. Gersenda została później mniszką w Saintes.
Następną żoną Wilhelma została Matoeda. Drugie małżeństwo Wilhelma zakończyło się rozwodem w maju 1068 r. Wilhelm miał z Matoedą córkę:
- Agnieszkę (1062–1078), żonę Alfonsa VI Mężnego, króla Kastylii.

W 1068 r. Wilhelm poślubił Hildegardę (ok. 1056–1104), córkę Roberta I, księcia Burgundii, i Ermengardy, córki Fulka III, hrabiego Andegawenii. Wilhelm i Hildegarda mieli razem syna i córkę:
- Agnieszka (koniec 1072–1097), żona króla Aragonii Piotra I[6]
- Wilhelm IX Trubadur (22 października 1071 - 10 lutego 1126), książę Akwitanii[7]

## W kulturze
W serii Crusader Kings jednym z grywalnych władców jest Guilhèm VIII de Poitou, przedstawiony jako książę Akwitanii.